# Dolmen Cloup des Périès

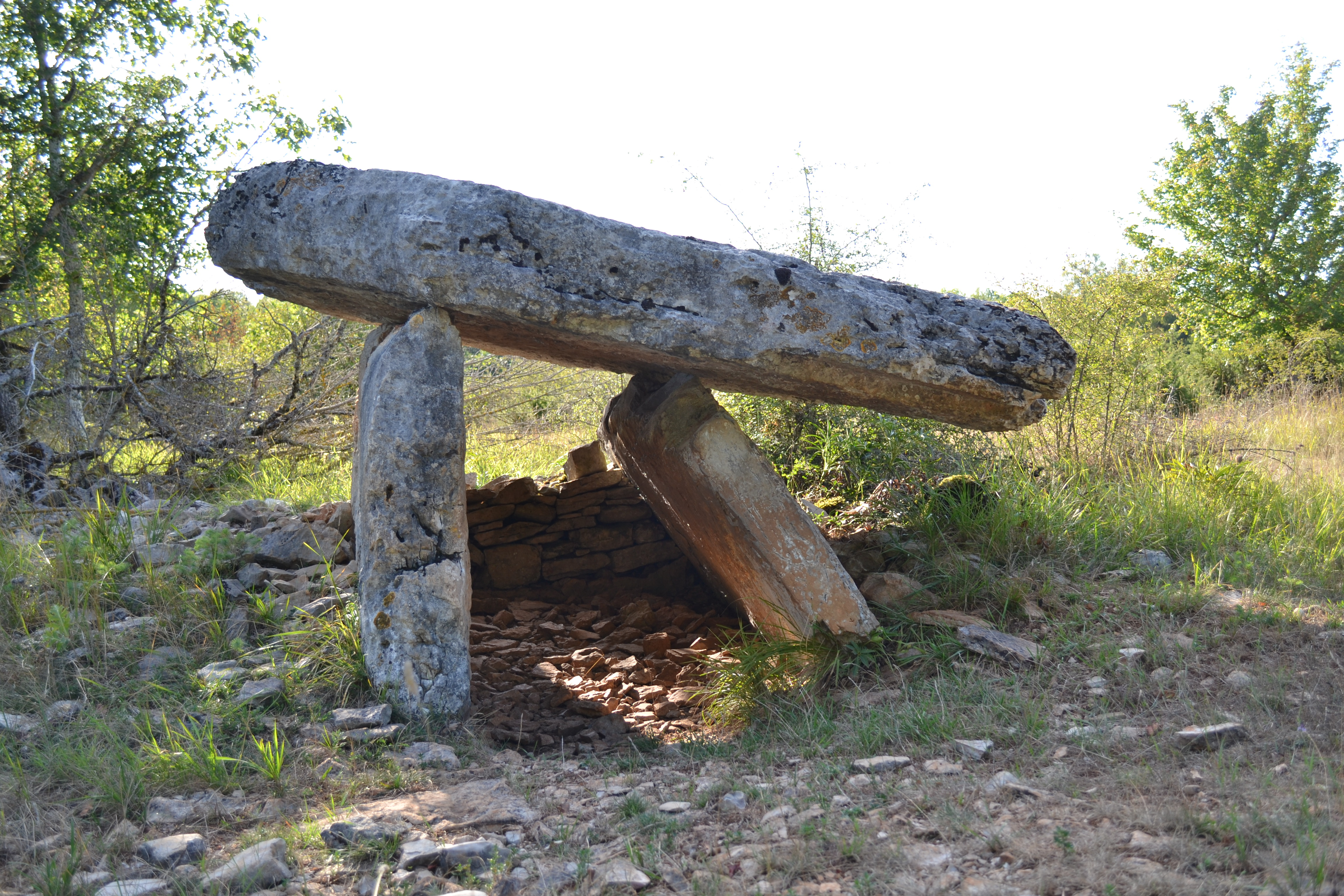
Dolmen Cloup des Périès

Der Dolmen Cloup des Périès (auch Dolmen von Ramades genannt) liegt etwa einen Kilometer südöstlich des Dorfes Grèzes etwa 16,0 Kilometer westlich von Figeac im Département Lot in Frankreich. Dolmen ist in Frankreich der Oberbegriff für neolithische Megalithanlagen aller Art (siehe: französische Nomenklatur).
Der Dolmen hat einen einzigen Deckstein der schräg auf zwei Seitenplatten aufliegt. Er ist 3,0 Meter lang und 1,5 Meter breit und 0,3 m dick. 
Näher am Dorf liegt der Dolmen du Coustalou.